# Concordant (statistiek)
In de statistiek wordt een paar (verschillende) waarnemingsparen {\displaystyle (X_{i},Y_{i})} en {\displaystyle (X_{j},Y_{j})} van een tweetal stochastische variabelen concordant genoemd, als de ordening van {\displaystyle X_{i}} en {\displaystyle X_{j}} overeenkomt met de ordening van {\displaystyle Y_{i}} en {\displaystyle Y_{j}}. Is de ordening tegengesteld, dan heet het paar discordant.
Een concordant paar heeft dus met {\displaystyle X_{i}<X_{j}} ook {\displaystyle Y_{i}<Y_{j}}, en met {\displaystyle X_{i}>X_{j}} ook {\displaystyle Y_{i}>Y_{j}}.
Een discordant paar heeft met {\displaystyle X_{i}<X_{j}} daarentegen {\displaystyle Y_{i}>Y_{j}}, en met {\displaystyle X_{i}>X_{j}} analoog {\displaystyle Y_{i}<Y_{j}}
Deze eigenschappen kunnen met de functie signum als volgt geformuleerd worden.

## Definitie
Laat {\displaystyle (X_{1},Y_{1}),\ldots ,(X_{n},Y_{n})} een steekpoef zijn van het tweetal simultaan verdeelde stochastische variabelen {\displaystyle X} en {\displaystyle Y}. Het tweetal paren {\displaystyle (X_{i},Y_{i})} en {\displaystyle (X_{j},Y_{j}),j\neq i} met {\displaystyle X_{i}\neq X_{j}} en {\displaystyle Y_{i}\neq Y_{j}} heet een concordant paar als
{\displaystyle \operatorname {sgn}(X_{i}-X_{j})=\operatorname {sgn}(Y_{i}-Y_{j})}.
Het tweetal heet een discordant paar als
{\displaystyle \operatorname {sgn}(X_{i}-X_{j})=-\operatorname {sgn}(Y_{i}-Y_{j})}.
Het tweetal paren {\displaystyle (X_{i},Y_{i})} en {\displaystyle (X_{j},Y_{j})} van een concordant (discordant) paar worden ook concordante (discordante) paren genoemd.

## 2×2-tabel
De steekproef van twee simultaan verdeelde dichotome stochastisch variabelen {\displaystyle X} met waarden {\displaystyle x_{0}} en {\displaystyle x_{1}>x_{0}}, en {\displaystyle Y} met waarden {\displaystyle y_{0}} en {\displaystyle y_{1}>y_{0}} kan eenvoudig weergegeven worden in de kruistabel:
|                         | {\displaystyle Y=y_{0}} | {\displaystyle Y=y_{1}} |
| ----------------------- | ----------------------- | ----------------------- |
| {\displaystyle X=x_{0}} | {\displaystyle N_{00}}  | {\displaystyle N_{01}}  |
| {\displaystyle X=x_{1}} | {\displaystyle N_{10}}  | {\displaystyle N_{11}}  |
waarin {\displaystyle N_{ij}} de aantallen steekproefelementen met de betrokken waarden voorstellen.
Het tweetal {\displaystyle (x_{0},y_{0})} {\displaystyle (x_{1},y_{1})} is een concordant paar en het tweetal {\displaystyle (x_{0},y_{1})} {\displaystyle (x_{1},y_{0})} een discordant paar. Anders gezegd zijn {\displaystyle (x_{0},y_{0})} en {\displaystyle (x_{1},y_{1})} concordante paren en {\displaystyle (x_{0},y_{1})} en {\displaystyle (x_{1},y_{0})} discordante paren.
Er zijn {\displaystyle N_{00}} paren {\displaystyle (x_{0},y_{0})} en {\displaystyle N_{11}} paren {\displaystyle (x_{1},y_{1})} die gecombineerd een concordant paar vormen. Het aantal concordante paren bedraagt dus {\displaystyle N_{00}N_{11}}, waarbij is afgezien van de volgorde.
Er zijn {\displaystyle N_{01}} paren {\displaystyle (x_{0},y_{1})} en {\displaystyle N_{10}} paren {\displaystyle (x_{0},y_{1})} die gecombineerd een discordant paar vormen. Het aantal discordante paren bedraagt dus {\displaystyle N_{01}N_{10}}, waarbij is afgezien van de volgorde.
Dit kan ook als volgt beschreven worden. De {\displaystyle n=N_{00}+N_{01}+N_{10}+N_{11}} steekproefelementen kunnen gecombineerd worden tot {\displaystyle n^{2}} paren, bestaande uit
alle {\displaystyle N_{ij}N_{rs}} paren {\displaystyle (x_{i},y_{j})} {\displaystyle (x_{r},y_{s})} voor {\displaystyle i,j,r,s\in \{0,1\}}
Daarvan zijn de {\displaystyle N_{00}N_{11}} paren {\displaystyle (x_{0},y_{0})} {\displaystyle (x_{1},y_{1})} concordant, en in wezen dezelfde als de {\displaystyle N_{11}N_{00}} paren {\displaystyle (x_{1},y_{1})} {\displaystyle (x_{0},y_{0})}. 
Evenzo zijn de {\displaystyle N_{01}N_{10}} paren {\displaystyle (x_{0},y_{1})} {\displaystyle (x_{1},y_{0})} discordant, en in wezen dezelfde als de {\displaystyle N_{10}N_{01}} paren {\displaystyle (x_{1},y_{0})} {\displaystyle (x_{0},y_{1})}. 

## Toepassing
De begrippen 'concordant' en 'discordant' vinden toepassing in:
- Kendalls tau